# WWE United Kingdom Championship Tournament (2018)
 El Torneo del Campeonato Británico de la WWE 2018  fue un evento de dos días lucha libre profesional promovido por la promoción estadounidense WWE, que se transmitirá exclusivamente en WWE Network.

## Participantes
| Luchador                 | Ciudad Natal                    | Peso (lb) |
| ------------------------ | ------------------------------- | --------- |
| Joe Coffey               | Glasgow, Inglaterra             | 240       |
| Zack Gibson              | Liverpool, Inglaterra           | 220       |
| Gentleman Jack Gallagher | Mánchester, Inglaterra          | 167       |
| Amir Jordan              | Pakistan / Dewsbury, Inglaterra | 185       |
| Kenny Williams           | Glasgow, Escocia                | 180       |
| El Ligero                | Leeds, Inglaterra               | 160       |
| Dave Mastiff             | The Black Country, Inglaterra   | 322       |
| Joseph Conners           | Nottingham, Inglaterra          | 190       |
| Travis Banks             | Auckland, Nueva Zelanda         | 190       |
| Flash Morgan Webster     | Brynmawr, Gales                 | 160       |
| Jordan Devlin            | Bray, County Wicklow, Ireland   | 180       |
| Tucker                   | Belfast, Northern Ireland       | 191       |
| Drew Gulak               | Philadelphia, Pennsylvania      | 193       |
| Ashton Smith             | Mánchester, Inglaterra          | 193       |
| James Drake              | Blackpool, Inglaterra           | 181       |
| Tyson T-Bone             | Malvern, Inglaterra             | 245       |

## Resultados del torneo
|  | Octavos de final                                  | Octavos de final                                  |              |     | Cuartos de final                           | Cuartos de final                           |  |  | Semifinales                                | Semifinales                                |  |  | Final                                      | Final                                      |
|  | NXT (10 de mayo) Download Festival (8-9 de junio) | NXT (10 de mayo) Download Festival (8-9 de junio) |              |     | U.K. Championship Tournament (18 de junio) | U.K. Championship Tournament (18 de junio) |  |  | U.K. Championship Tournament (18 de junio) | U.K. Championship Tournament (18 de junio) |  |  | U.K. Championship Tournament (18 de junio) | U.K. Championship Tournament (18 de junio) |
|  |                                                   |                                                   |              |     |                                            |                                            |  |  |                                            |                                            |  |  |                                            |                                            |
|  |                                                   |                                                   |              |     |                                            |                                            |  |  |                                            |                                            |  |  |                                            |                                            |
|  |                                                   |                                                   |              |     |                                            |                                            |  |  |                                            |                                            |  |  |                                            |                                            |
|  | Zack Gibson                                       | Pin                                               |              |     |                                            |                                            |  |  |                                            |                                            |  |  |                                            |                                            |
|  | Zack Gibson                                       | Pin                                               |              |     |                                            |                                            |  |  |                                            |                                            |  |  |                                            |                                            |
|  | / Amir Jordan                                     |                                                   |              |     |                                            |                                            |  |  |                                            |                                            |  |  |                                            |                                            |
|  | Zack Gibson                                       | Sub                                               |              |     |                                            |                                            |  |  |                                            |                                            |  |  |                                            |                                            |
|  | Zack Gibson                                       | Sub                                               |              |     |                                            |                                            |  |  |                                            |                                            |  |  |                                            |                                            |
|  |                                                   | Gentleman Jack Gallagher                          |              |     |                                            |                                            |  |  |                                            |                                            |  |  |                                            |                                            |
|  | Gentleman Jack Gallagher                          | Pin                                               |              |     |                                            |                                            |  |  |                                            |                                            |  |  |                                            |                                            |
|  | Gentleman Jack Gallagher                          | Pin                                               |              |     |                                            |                                            |  |  |                                            |                                            |  |  |                                            |                                            |
|  | Drew Gulak                                        |                                                   |              |     |                                            |                                            |  |  |                                            |                                            |  |  |                                            |                                            |
|  | Zack Gibson                                       | Sub                                               |              |     |                                            |                                            |  |  |                                            |                                            |  |  |                                            |                                            |
|  | Zack Gibson                                       | Sub                                               |              |     |                                            |                                            |  |  |                                            |                                            |  |  |                                            |                                            |
|  |                                                   | Flash Morgan Webster                              |              |     |                                            |                                            |  |  |                                            |                                            |  |  |                                            |                                            |
|  | Flash Morgan Webster                              | Pin                                               |              |     |                                            |                                            |  |  |                                            |                                            |  |  |                                            |                                            |
|  | Flash Morgan Webster                              | Pin                                               |              |     |                                            |                                            |  |  |                                            |                                            |  |  |                                            |                                            |
|  | James Drake                                       |                                                   |              |     |                                            |                                            |  |  |                                            |                                            |  |  |                                            |                                            |
|  | Flash Morgan Webster                              | Pin                                               |              |     |                                            |                                            |  |  |                                            |                                            |  |  |                                            |                                            |
|  | Flash Morgan Webster                              | Pin                                               |              |     |                                            |                                            |  |  |                                            |                                            |  |  |                                            |                                            |
|  |                                                   | Jordan Devlin                                     |              |     |                                            |                                            |  |  |                                            |                                            |  |  |                                            |                                            |
|  | Tyson T-Bone                                      |                                                   |              |     |                                            |                                            |  |  |                                            |                                            |  |  |                                            |                                            |
|  |                                                   |                                                   |              |     |                                            |                                            |  |  |                                            |                                            |  |  |                                            |                                            |
|  | Jordan Devlin                                     | Pin                                               |              |     |                                            |                                            |  |  |                                            |                                            |  |  |                                            |                                            |
|  | Jordan Devlin                                     | Pin                                               | Zack Gibson  | Sub |                                            |                                            |  |  |                                            |                                            |  |  |                                            |                                            |
|  |                                                   |                                                   |              | Sub |                                            |                                            |  |  |                                            |                                            |  |  |                                            |                                            |
|  |                                                   | Travis Banks                                      |              |     |                                            |                                            |  |  |                                            |                                            |  |  |                                            |                                            |
|  | Tucker                                            |                                                   |              |     |                                            |                                            |  |  |                                            |                                            |  |  |                                            |                                            |
|  |                                                   |                                                   |              |     |                                            |                                            |  |  |                                            |                                            |  |  |                                            |                                            |
|  | Joe Coffey                                        | Pin                                               |              |     |                                            |                                            |  |  |                                            |                                            |  |  |                                            |                                            |
|  | Joe Coffey                                        | Pin                                               | Joe Coffey   | Pin |                                            |                                            |  |  |                                            |                                            |  |  |                                            |                                            |
|  |                                                   |                                                   |              | Pin |                                            |                                            |  |  |                                            |                                            |  |  |                                            |                                            |
|  |                                                   | Dave Mastiff                                      |              |     |                                            |                                            |  |  |                                            |                                            |  |  |                                            |                                            |
|  | Dave Mastiff                                      | Pin                                               |              |     |                                            |                                            |  |  |                                            |                                            |  |  |                                            |                                            |
|  | Dave Mastiff                                      | Pin                                               |              |     |                                            |                                            |  |  |                                            |                                            |  |  |                                            |                                            |
|  | Kenny Williams                                    |                                                   |              |     |                                            |                                            |  |  |                                            |                                            |  |  |                                            |                                            |
|  | Joe Coffey                                        |                                                   |              |     |                                            |                                            |  |  |                                            |                                            |  |  |                                            |                                            |
|  |                                                   |                                                   |              |     |                                            |                                            |  |  |                                            |                                            |  |  |                                            |                                            |
|  |                                                   | Travis Banks                                      | Pin          |     |                                            |                                            |  |  |                                            |                                            |  |  |                                            |                                            |
|  | El Ligero                                         | Travis Banks                                      | Pin          |     |                                            |                                            |  |  |                                            |                                            |  |  |                                            |                                            |
|  |                                                   |                                                   |              |     |                                            |                                            |  |  |                                            |                                            |  |  |                                            |                                            |
|  | Travis Banks                                      | Pin                                               |              |     |                                            |                                            |  |  |                                            |                                            |  |  |                                            |                                            |
|  | Travis Banks                                      | Pin                                               | Travis Banks | Pin |                                            |                                            |  |  |                                            |                                            |  |  |                                            |                                            |
|  |                                                   |                                                   |              | Pin |                                            |                                            |  |  |                                            |                                            |  |  |                                            |                                            |
|  |                                                   | Ashton Smith                                      |              |     |                                            |                                            |  |  |                                            |                                            |  |  |                                            |                                            |
|  | Ashton Smith                                      | Pin                                               |              |     |                                            |                                            |  |  |                                            |                                            |  |  |                                            |                                            |
|  | Ashton Smith                                      | Pin                                               |              |     |                                            |                                            |  |  |                                            |                                            |  |  |                                            |                                            |
|  | Joseph Conners                                    |                                                   |              |     |                                            |                                            |  |  |                                            |                                            |  |  |                                            |                                            |
|  |                                                   |                                                   |              |     |                                            |                                            |  |  |                                            |                                            |  |  |                                            |                                            |

## Resultados

### Día 1: 18 de junio
- Zack Gibson derrotó a Gentleman Jack Gallagher pasando a la semifinal del torneo. 
  - Gibson forzó a rendirse a Gallagher con un "Shankly Gates"
- Joe Coffey derrotó a Dave Mastiff pasando a la semifinal del torneo. 
  - Coffey cubrió a Mastiff con un "Discus Lariat".
- Flash Morgan Webster derrotó a Jordan Devlin pasando a la semifinal del torneo. 
  - Morgan Webster cubrió a Devlin con un "Thil a Whil falling powerslam"
- Travis Banks derrotó a Ashton Smith pasando a la semifinal del torneo. 
  - Banks cubrió a Smith con un "Kiwi Crusher".
- Toni Storm derrotó a Isla Dawn y Killer Kelly y ganó una oportunidad por el Campeonato Femenino de NXT.
  - Storm cubrió a Dawn con un "Strong Zero".
- Zack Gibson derrotó a Flash Morgan Webster pasando a la final del torneo.
  - Gibson forzó a rendirse a Morgan Webster con un "Shankly Gates" .
- Travis Banks derrotó a Joe Coffey pasando a la final del torneo.
  - Banks cubrió a Coffey con un "Roll-up".
- British Strong Style (Pete Dunne, Trent Seven & Tyler Bate) derrotaron a  The Undisputed Era (Adam Cole, Kyle O'Reilly & Roderick Strong)
- Zack Gibson derrotó a Travis Banks ganando el torneo.
  - Gibson forzó a rendirse a Banks con un "Shankly Gates" .
  - Después del combate Triple H, Johnny Saint y Shawn Michaels salieron a felicitar a Gibson, y el Campeón Británico de la WWE Pete Dunne salió a encarar a Gibson.
  - Como consecuencia del torneo Gibson ganó una oportunidad por el Campeonato Británico de la WWE.

### Día 2: 19 de junio
- Moustache Mountain (Tyler Bate & Trent Seven) derrotaron a The Undisputed Era (Kyle O'Reilly & Roderick Strong) y ganaron el Campeonato en Parejas de NXT
  - Seven cubrió a O'Reilly con una combinación de "Backbreaker rack" y un "Diving knee drop" de Bate.
- Charlie Morgan derrotó a Killer Kelly.
  - Morgan cubrió a Kelly después de revertir un "vertical suplex" en un "Roll-up.
- Noam Dar derrotó a Travis Banks, Flash Morgan Webster y Mark Andrews y ganó una oportunidad por el Campeonato de Reino Unido de la WWE
  - Dar cubrió a Banks después de un "Nova Roller".
  - Después de la lucha The Coffey Brothers (Mark Coffey & Joe Coffey) atacaron a ambos.
- Adam Cole derrotó a Wolfgang y retuvo el Campeonato Norteamericano de NXT.
  - Cole cubrió a Wolfgang con un "Shinning Wizzard" en la nuca.
- Aleister Black & Ricochet derrotaron a EC3 & Velveteen Dream.
  - Black cubrió a EC3 con un "Black Mass".
- Shayna Baszler derrotó a Toni Storm por cuenta fuera por el Campeonato Femenino de NXT.
  - Como consecuencia Baszler retuvo el campeonato.
- Pete Dunne derrotó a Zack Gibson y retuvo el Campeonato Británico de la WWE
  - Dunne cubrió a Gibson después de un "Bitter End".
  - Después del combate Triple H, Johnny Saint y el elenco de NXT UK salieron a celebrar.